# بهشت مایتریا
بهشت مایتریا (چینی: 彌勒佛說法圖) یک نقاشی دیواری است که توسط ژو هائوگو در دوره دودمان یوآن خلق شده‌است. این نقاشی در اصل در معبد Xinghua Si شیائونینگ، شانشی قرار داشت. در طول دهه‌های ۱۹۲۰ و ۱۹۳۰، آن را جدا کردند و به موزه سلطنتی انتاریو (ROM) تورنتو، کانادا منتقل کردند، جایی که امروزه در آنجا باقی مانده‌است. مسئولان موزه مجموعه‌ای از مرمت‌ها را برای حفظ و تثبیت نقاشی انجام داده‌اند. در حال حاضر، می‌توان آن را در «گالری اسقف سفید هنر معبد چینی» به عنوان بخشی از مجموعه خاور دور یافت و به عنوان یکی از اشیای نمادین آن توصیف می‌شود.
این نقاشی، بودای‌ساتوا مایتریا، بودای آینده را نشان می‌دهد که پیش‌بینی می‌شود بر روی زمین ظاهر شود تا به انسان‌ها کمک کند تا از طریق آموزه‌های دارما به روشنگری دست یابند.